# Acrotmarus gummosus
Acrotmarus gummosus Tang & Li, 2012 è un ragno appartenente alla famiglia Thomisidae.
È l'unica specie nota del genere Acrotmarus.

## Distribuzione
L'unica specie oggi nota di questo genere è stata rinvenuta in Cina.

## Tassonomia
Dal 1899 non sono stati esaminati altri esemplari, né sono state descritte sottospecie al 2014.